# Elapsoidea chelazziorum
Elapsoidea chelazziorum là một loài rắn trong họ Rắn hổ. Loài này được Lanza mô tả khoa học đầu tiên năm 1979.